# Nautilus belauensis
Nautilus belauensis is een inktvissensoort uit de familie Nautilidae (nautilussen), die tot de stam der weekdieren (Mollusca) behoort. De soort is hoofdzakelijk een aaseter, die ook wel kleine levende prooien pakt als hij de kans krijgt.
Nautilus belauensis werd in 1981 beschreven en gepubliceerd door Saunders. De soort wordt, met een maximale schelpdiameter van 226 mm, bijna net zo groot als Nautilus pompilius.
Nautilus belauensis is alleen van de typelocatie, het zoute water rond de eilandengroep Palau, bekend.